# Хрватски блок (1921)
Хрватски блок је био скуп три хрватске политичке партије (ХРСС, ХЗ, ХСП) у Краљевини Срба, Хрвата и Словенаца, који се, након доношења Видовданског устава, залагао за његову ревизију и преуређење Краљевине по федералистичком принципу. 

## Настанак
Централистички политички курс успостављен Видовданским уставом узбунио је хрватску опозицију. У државноправном провизоријуму бивше аустроугарске земље задржале су своје посебне „земаљске владе“ и аутономни делокруг рада. Хрватски политичари истрајавали су у захтеву за посебним националним развојем у својој засебној држави или јасно омеђеној и уређеној аутономији. Конститутивни акт од 1. децембра 1918. године за хрватске политичаре је имао уговорну природу, што је порекнуто Видовданским уставом. На томе су они темељили захтев да хрватске земље имају сопствени правни статус, правни положај и организацију власти. Видовдански устав они су означили самовластим и противправним кршењем „првобитног уговора“. Тражена је ревизија устава, а прећено је повраћајем Хрватске у положај потпуне државе независности. Директна последица доношења Видовданског устава је оснивање „Хрватског блока“ (август 1921. године) од стране представника ХРСС, Хрватске заједнице и Хрватске странке права. Програм Хрватског блока био је изразито федералистички. Владина штампа, а нарочито листови око Светозара Прибићевића, нападали су Хрватски блок због сепаратизма што није било основано, јер се блок изјаснио за државну заједницу, али федералистичку, не централистичку. 

## Меморандум Хрватског блока поводом конференције у Ђенови
На пролеће 1922. године, на иницијативу Енглеске, представници Француске, Италије, Белгије и Енглеске састали су се на међународној конференцији у Ђенови како би се „осигурао мир у свету“ и решили актуелни светскополитички проблеми. Учествовали су чак и представници Совјетског Савеза. Сазив Ђеновљанске конференције дао је повода Стјепану Радићу да поради на томе да и Хрватска присуствује конференцији и на њој истакне хрватско питање. Хрватски блок искористио је конференцију у Ђенови како би хрватском питању дало светскополитички карактер. Вођство Хрватског блока упутило је меморандум конференцији. Меморандум је објављен и у београдском дневнику „Политика“. Хрватски блок се меморандумом обратио иностранству за помоћ против централизма Краљевине СХС. Централистички државни врх оптуживао је Хрватски блок да се обраћањем међународној конференцији тежи да се уведе страна интервенција у унутрашња питања Краљевине СХС. Италијанска влада одмах је показала склоност ка покретању акције против Краљевине СХС. Вођство Хрватског блока не признаје ни настанак Краљевине СХС већ за ту државу користи назив „међународно призната територија Срба, Хрвата и Словенаца“, настала уговором. О влади Краљевине Хрватски блок пише као о фашистичкој представници тадашњег режима у Београду. Пашићева влада одредила је за Ђеновљанску конференцију делегацију на челу са Момчилом Нинчићем, ни не помишљајући да испуни захтев Хрватског блока да у склопу делегације одреди посебно представништво Хрватске. Хрватски блок обратио се поводом тога меморандумом самој конференцији. Влада је одговорила оштрим репресалијама. Најпре је уследила уредба о „подели земље на области“ (1922). 

## Марков протокол
У првим годинама након доношења Видовданског устава, хрватско питање постало је доминантни чинилац унутрашње политике. Уредба о подели земље на 33 области продубила је неповерење између Срба и Хрвата. Радикали су остали најнепомирљивији браниоци Видовданског устава. Пашић је одбацивао сваку могућност промене устава, а у томе је имао и подршку монарха. За радикале је било важно зауздати политичку офанзиву Стјепана Радића лажним обећањима која ће одложити захтеве за ревизијом устава. Априла 1923. године Пашић је упутио у Загреб Ђиву Супила да приволи Радића на споразум са радикалима. Споразум је назван „Марковим протоколом“ по председнику радикалског посланичког клуба Марку Ђуричићу. Влада је обећала да неће спроводити поделу државе на области. Радић је убрзо у једном говору у загребачком предграђу Боронгај погазио споразум тражећи суверенитет за Хрвате и изјављујући да не прихвата српског краља за владара. Пројекат ХРСС предвиђао је да Хрватска као независна држава ступи у конфедерацију са Србијом. Појаву пројекта радикали су дочекали са огорчењем и протестима. Никола Пашић дефинитивно је напустио политику преговора. 

## Распад
За време свог боравка у Москви, Стјепан Радић учланио је ХРСС у Сељачку интернационалу (тада под контролом комунистичке Треће интернационале). То, као и чести сукоби режима са хрватским опозиционарима из Хрватског блока и „Ханао-а“ довело је до тога да се децембра 1924. године Закон о заштити државе, донет као средство са сузбијање комунистичке пропаганде, прошири и на ХРСС. Уследила су хапшења и прогони вођства ХРСС-а. Стјепан Радић дуго није могао бити пронађен, али је помоћу разбијене мреже ухода лоциран и ухапшен 5. јануара 1925. године. Опозициони блок оштро је устао против оваквог поступка режима. На изборима од 8. фебруара победу је однео „Национални блок“. Избори су спроведени уз велика владина насиља. Љубомир Давидовић прозвао их је стамотом за државу. Нова Пашићева влада морала се споразумевати са све немирнијом опозицијом, пре свега са Стјепаном Радићем. Обе стране вуку тактичке потезе; долази до смиривања тензија у скупштинским говорима. Велики помак представља говор потпредседника ХРСС Павла Радића у Скупштини, у име Стјепана Радића, који је дао изјаву да ХРСС прихвата тадашње државно уређење предвиђено Видовданским уставом. Бранио се од оптужби владе да је ХРСС учлањењем у Сељачку интернационалу постала комунистичка странка. Резултат смиривања тензија јесте „Народни споразум“, акт о споразуму Радикалне странке и ХРСС. Образована је јуна 1925. године нова влада у коју улази Павле Радић, а на дан образовања владе Стјепан Радић је пуштен на слободу. Заплашен терором режима, Стјепан се примирио и у телеграмима краљу и председнику владе обраћа им се снисходљиво. Краља назива „нашим човеком“ и представником народа. 
Промена политичког курса ХРСС довела је до распада Хрватског блока. Из коалиције са ХРСС иступа Анте Трумбић и Хрватска заједница. Уследили су бројни сукоби у Скупштини између „заједничара“ и ХРСС-а, а Стјепан Радић није штедео на увредама.